# Шахтинский трамвай
Шахти́нский трамва́й — трамвайная система, функционировавшая в городе Шахты с 1932 по 2001 год.

## История
- 7 ноября 1932 года — состоялся пробный пуск трамвайных поездов по маршруту Вокзал — Сквозной пер. — Большая ул. — пер. Красный Шахтёр. С 13 ноября движение стало регулярным.
- Май 1933 года — открыто движение по Большой ул. от пер. Красный Шахтёр до Грушёвского моста.
- Октябрь 1933 года — открыто движение по линии Грушёвский мост — ул. Дежнёва — Шоссейная ул. — 1-е пересечение.
- 1 января 1934 года — открыто движение по линии Большая ул. — просп. Победа Революции — шахта «Пролетарская Диктатура».
- 1934 год — в здании Покровской церкви на перекрёстке Большой ул. и Коммунистического пер. открыто депо.
- 1 июля 1934 года — открыто движение от Большой ул. по просп. Чернокозова и ул. Маяковского до железной дороги.
- 7 ноября 1934 года — после постройки путепровода открыто движение до шахты «Нежданная».
- 7 ноября 1935 года — открыто движение по линии 1-е пересечение — Шоссейная ул. — Свободная ул. — ул. Пульного — шахта «Октябрьская Революция». Общая протяжённость построенных в довоенное время линий составила 22 километра.
- Июль 1942 года — работа трамвая прекращена в связи с оккупацией города немцами.
- 5 ноября 1944 года — работа трамвая восстановлена.
- 6 ноября 1962 года — открыто движение по линии ул. Маяковского — Карагандинская ул. — ул. Васюты — шахта «Южная».
- 1976 год — закрыто движение по линии Советская ул. — просп. Победа Революции — шахта «Пролетарская Диктатура».
- 1989 год — открыто пассажирское движение по линии от Советской ул. до Молодёжной ул.
- 1990 год — закрыто пассажирское движение по линии от Советской ул. до Молодёжной ул.
- 1997 год — трамвайное депо переносится из здания церкви на Советской ул. в троллейбусное депо на ул. Шишкина.
- Сентябрь 1997 года — закрытие линии 1-е пересечение — Шоссейная ул. — Свободная ул. — ул. Пульного — шахта «Октябрьская Революция».
- 1998—1999 годы — демонтаж линий 1-е пересечение — Шоссейная ул. — Свободная ул. — ул. Пульного — шахта «Октябрьская Революция» и Карагандинская ул. — ул. Маяковского — шахта «Нежданная».
- Зима 2000 года — движение трамвая несколько раз прерывается, но в итоге сохраняется.
- 7 декабря 2001 года — по требованию местного подразделения ГАИ трамвайное движение закрыто с формулировкой «из-за небезопасного для эксплуатации состояния инфраструктуры».

## Маршруты
| № | Маршрут | Период работы |
| - | --- | ------------- |
| 1 | Вокзал — Сквозной пер. — Советская ул. — Грушёвский мост — 1-е пересечение — Свободная ул. — шахта «Октябрьская Революция»                                 | 1932—1997     |
| 2 | Вокзал — Сквозной пер. — Советская ул. — просп. Победа Революции — шахта «Пролетарская Диктатура»                                                          | 1934—1976     |
| 2 | Вокзал — Сквозной пер. — Советская ул. — просп. Чернокозова — Молодёжная ул. — ТТУ — Молодёжная ул. — просп. Чернокозова — Советская ул. — 1-е пересечение | 1989—1990     |
| 3 | 1-е пересечение — Советская ул. — просп. Чернокозова — ул. Маяковского — шахта «Нежданная»                                                                 | 1934—1996     |
| 4 | 1-е пересечение — Советская ул. — просп. Чернокозова — ул. Маяковского — Карагандинская ул. — шахта «Южная»                                                | 1962—2001     |
| 5 | Вокзал — Сквозной пер. — Советская ул. — Грушёвский мост — 1-е пересечение                                                                                 | 1975—2001     |

### Маршрут № 1
Первая линия трамвая города Шахты, открытая 7 ноября 1932 года, связала вокзал с центром города. В 1933 году маршрут был продолжен далее по Большой улице (ныне Советской) до Грушёвского моста. В том же году открыто и трамвайное депо в здании бывшей Покровской церкви. А через несколько месяцев трамваи пошли на 1-е пересечение. Кстати, оригинальный местный топоним «Первое пересечение» возник благодаря трамваю, ведь здесь трамвайная линия впервые пересекла железнодорожный путь, чуть позднее появилось и 2-е пересечение. Маршрут был достроен в 1935 году по Шоссейной ул., Свободной ул. и ул. Пульного до шахты «Октябрьская Революция». Участок от 1-го пересечения до шахты был единственным однопутным участком за всю историю системы. Маршрут работал до 1997 года.

### Маршрут № 2
Маршрут трамвая № 2 был единственным, имевшим две различные трассы следования. В 1934 году его трасса пролегла от Советской улицы по проспекту Победа Революции до шахты «Пролетарская Диктатура». В 1976 года этот маршрут был закрыт в связи с прокладкой по проспекту Победа Революции троллейбусной линии.
В 1989 году маршрут появился вновь, на сей раз он обслуживал новую ветку к троллейбусному депо и работал только в «часы пик». Трасса маршрута пролегала в основном по Советской улице, но с заездом на деповскую линию по мере следования в каждом направлении. Маршрут обслуживал кварталы частных домов, и, как следствие, не имел адекватного пассажиропотока. Маршрут был скорее попыткой освоить новую ветку, чем необходимостью. Закрыт в 1990 году.

### Маршрут № 3
Маршрут трамвая № 3 был последним, открытым в предвоенный период. Строительство началось в 1934 году по проспекту Чернокозова до улицы Маяковского, а затем маршрут был проложен до линии железной дороги. В том же году был построен путепровод через железную дорогу и маршрут продлён до шахты «Нежданная». Маршрут проработал до 1996 года.

### Маршруты № 4 и 5
Маршрут трамвая № 4 был открыт в 1962 году, когда была построена ветка по Карагандинской улице до шахты «Южная».
Пятый маршрут трамвая открыт в 1975 году взамен отменённого второго маршрута. Трамваи маршрутов № 4 и 5 работали до закрытия трамвайного движения в городе в 2001 году.

## Подвижной состав
| Модель  | Завод-изготовитель                      | Число эксплуатировавшихся пассажирских вагонов | Начало эксплуатации | Конец эксплуатации | Нумерация                                                | Работа в трамвайных поездах | Примечания                                                   |
| ------- | --------------------------------------- | ---------------------------------------------- | ------------------- | ------------------ | -------------------------------------------------------- | --------------------------- | ------------------------------------------------------------ |
| Х       | Мытищинский Машиностроительный завод    | 17                                             | 1932                | 1960-е             | №№ 1-17                                                  |                             |                                                              |
| КТМ-1   | Усть-Катавский Вагоностроительный завод |                                                | 1950-е              | 1980-е             |                                                          |                             |                                                              |
| КТП-1   | Усть-Катавский Вагоностроительный завод |                                                | 1950-е              | 1980-е             |                                                          |                             |                                                              |
| КТМ-2   | Усть-Катавский Вагоностроительный завод |                                                | 1960-е              | 1980-е             |                                                          |                             |                                                              |
| КТП-2   | Усть-Катавский Вагоностроительный завод |                                                | 1960-е              | 1980-е             |                                                          |                             |                                                              |
| КТМ-5   | Усть-Катавский Вагоностроительный завод | 140                                            | 1974                | 1989               |                                                          |                             |                                                              |
| КТМ-5М3 | Усть-Катавский Вагоностроительный завод |                                                | 1982                | 2001               | № 02, № 11, № 13, №№ 15—46, № 54, № 64, № 65, № 69, № 74 |                             |                                                              |
| КТМ-8   | Усть-Катавский Вагоностроительный завод | 4                                              | 1993                | 2001               | №№ 47-50                                                 |                             | № 47 и 49 были переданы в Таганрог, где получили № 350 и 322 |

## Инфраструктура
Основная линия трамвая по Советской улице, составлявшая половину всей сети города, была построена в смешанном с автотранспортом потоке. Все остальные линии представляли собой обособленное трамвайное полотно. Сеть трамвая была двухпутной, за исключением ветки на шахту «Октябрьская Революция».
Самая новая ветка была построена в 1989 году до троллейбусного депо и ТТУ. Ветка была вписана в улицы частного сектора, изначально не предназначавшихся для трамвая, и проходила по замысловатой траектории.
К 2001 году путевое хозяйство деградировало настолько, что по многим участкам движение было затруднительным. Не в лучшем состоянии была и контактная сеть. В последние годы работы трамвая, вагоновожатые придерживали верёвку пантографа, чтобы вовремя предотвратить его поломку из-за неустойчивой подвески контактной сети.

### Депо
Поначалу депо было открыто в 1933 году на Советской улице и располагалось в здании бывшей Покровской церкви. Депо проработало до 1997 года и было перенесено в связи с началом восстановления церкви.
Новое трамвайное депо было совмещено с троллейбусным. Оно проработало до 2001 года, а как троллейбусное до 2007 года. Сейчас на его месте находятся ОДЦ «Город Будущего» и ЕРКЦ.

## Интересные факты
- Линия к шахте «Октябрьская Революция» дважды пересекала железнодорожные пути, окрестности соответствующих мест получили названия 1-е (западное) и 2-е (восточное) пересечения.
- На подъезде к 1-му пересечению со стороны Советской ул. трамвайная линия шла в гору. Движение трамваев под гору контролировалось светофором, пропускавшим очередной вагон только по мере того, как предыдущий трамвай отходил от остановки в основании горы, и поворачивал на ул. Дежнёва, тем самым освобождая путь.
- В месте 1-го пересечения трамвайной линии с железнодорожными путями, от остановки «Шахта им. Воровского» до 2-го пересечения и от 2-го пересечения до шахты «Октябрьская Революция» пути были однопутными, отрезки линии на данных участках были оборудованы светофорами, переключаемыми диспетчерами с постов у 1-го и 2-го пересечений. В 1990 году вдоль однопутного отрезка между остановками «Шахта им. Воровского» и «2-е пересечение» был проложен второй путь, однако он так никогда и не был подсоединён к трамвайной сети города.
- Шахты — единственный город в Ростовской области, где произошло полное закрытие электротранспорта и один из городов в постсоветской России (вместе с Архангельском, Астраханью и Тверью), в котором закрылось движение как трамваев (2001 год), так и троллейбусов (2007 год).